# Plagiostachys corrugata
Plagiostachys corrugata là một loài thực vật có hoa trong họ Gừng. Loài này được Elmer miêu tả khoa học đầu tiên năm 1915.